# Svazek obcí Mezihoří
Svazek obcí Mezihoří je svazek obcí dle zákona o obcích v okresu Vyškov, jeho sídlem jsou Nemotice a jeho cílem je regionální rozvoj. Sdružuje celkem 14 obcí a byl založen v roce 2006.

## Obce sdružené v mikroregionu
- Brankovice
- Dobročkovice
- Hvězdlice
- Chvalkovice
- Kožušice
- Malínky
- Milonice
- Nemochovice
- Nemotice
- Nesovice
- Nevojice
- Snovídky
- Uhřice